# جول آگویلار

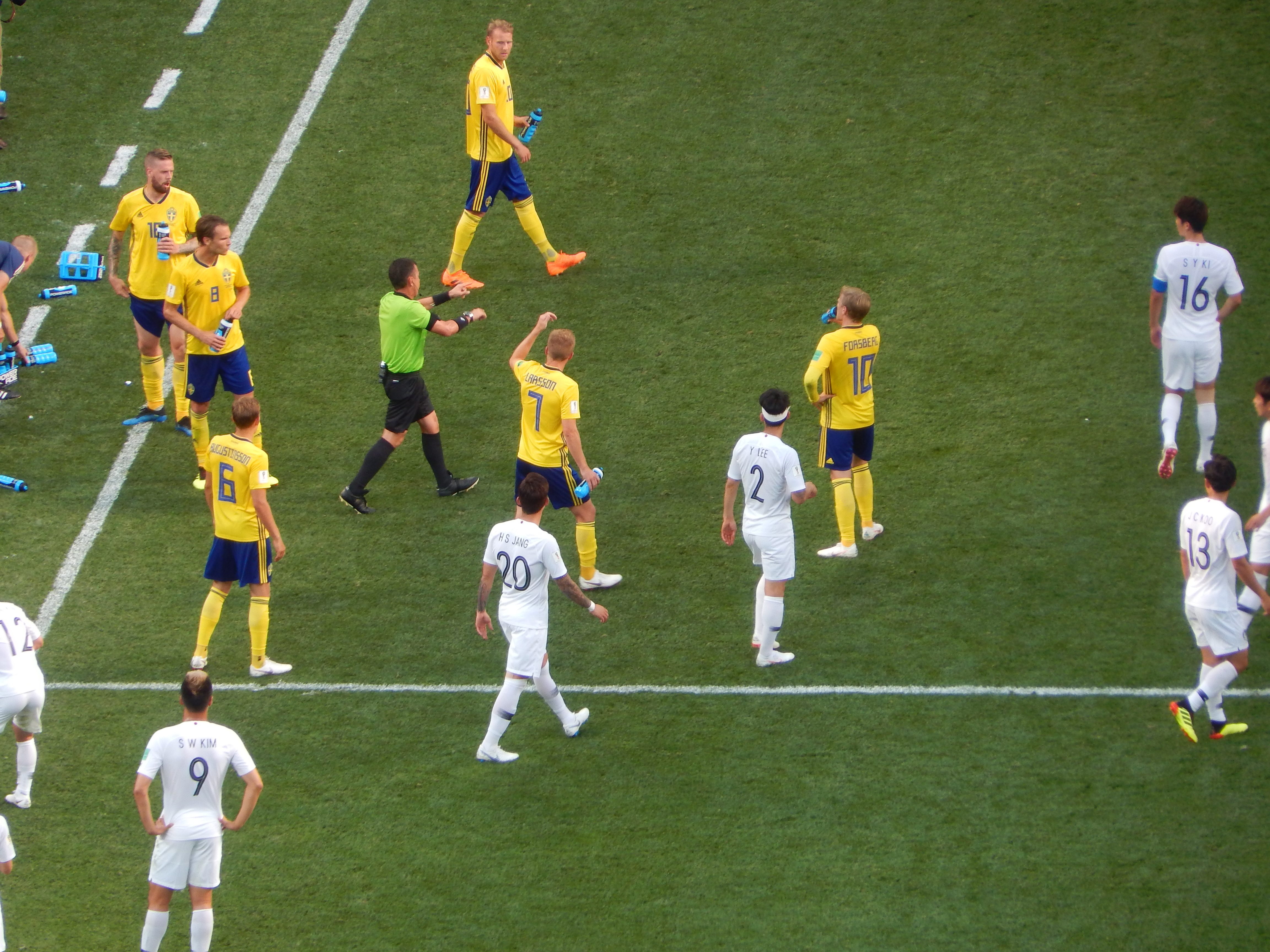
جول آگویلار (وسط تصویر) - جام جهانی ۲۰۱۸

جول آگویلار متولد ۲ ژوئیه ۱۹۷۵ داوری اهل السالوادور می‌باشد او در سال ۲۰۰۱ به عنوان داور بین‌المللی انتخاب شد او رقابت‌های جام جهانی زیر بیست سال و جام جهانی ۲۰۱۰ و جام جهانی ۲۰۱۸ را سوت زد.